# Agabus crassipes
Agabus crassipes är en skalbaggsart som först beskrevs av Henry Clinton Fall 1922.  Agabus crassipes ingår i släktet Agabus och familjen dykare. Inga underarter finns listade i Catalogue of Life.